# 巴黎-鲁尔号列车
巴黎-鲁尔号（法語：Paris–Ruhr）是曾經运营于法国巴黎经比利时至西德多特蒙德间一班国际列车所使用的名称，由德国联邦铁路及法国国家铁路在1954年至1973年间共同开行。其命名源自列车运行线路的两端终点所在地，西部的巴黎以及东部的鲁尔区。自开行以来，巴黎-鲁尔号曾先后被纳入长途列车及全欧快车类别，直至1973年被另一班全欧快车莫里哀号所取代而停运。

## 历史

### 长途列车
巴黎-鲁尔号是自1954年5月23日开始作为一个仅搭载单一车厢等级的长途列车（F）类别开行，提供由法国巴黎经比利时列日和西德科隆至多特蒙德的服务，其中西行使用车次为FT168次，东行使用车次为FT185次。列车是由原连接巴黎至列日间的桑布尔和默兹号（Sambre et Meuse）升级而来，后者的命名源自其行经的桑布尔河及默兹河流域，新名称则源自其行经的鲁尔河流域。
巴黎-鲁尔号的时刻表设置容许旅客能在巴黎参加下午进行的商务活动，并在傍晚离开巴黎时于返程车内享用晚餐。这一概念意味着列车需要在多特蒙德早在凌晨5:30分发车，并于深夜0:45分才返抵多特蒙德。然而此时刻表却为科隆及比利时瓦隆尼亚附近的工业城市出行带来了便利，它们可以在7:00至10:15分之间向西出发，并在夜间19:30分至23:00从巴黎返抵。列车由德国联邦铁路运营，初期使用VT08.5型柴联车担当本务。

### 全欧快车
1957年6月2日，巴黎-鲁尔号成为首批被纳入全欧快车（TEE）类别的列车，获得车次为TEE168/185次。但它仍继续使用在车头加挂全欧快车标识的VT08.5型柴联车提供运营，因西德的全欧快车动车组未能及时按计划交付。此时列车往巴黎方向的全程行车时间为7小时01分，往多特蒙德方向的全程耗时则为6小时49分。1957年10月3日，另一班全欧快车帕西法尔号开始作为巴黎-鲁尔号的“镜像”班次开行，两班列车的到发时刻相反（前者为早晨于巴黎发车、傍晚于多特蒙德发车），为两地间提供每日两班的全欧快车服务。同年12月23日，巴黎-鲁尔号的VT08.5型柴联车被仅搭载一等车厢、专为全欧快车所设计的VT11.5型柴联车所取代。至1960年5月29日，帕西法尔号被延长至汉堡始发及终到。为了平衡帕西法尔号及巴黎-鲁尔号的里程资费水平，两班列车的运营车辆需要进行重新分配。由于西德车辆在西德境内的额外里程中无需支付境外里程资费，因此帕西法尔号更换为德国联邦铁路的VT11.5型柴联车担当，而巴黎-鲁尔号则在1960年5月29日至1965年5月30日期间改用法国国家铁路提供的X 2770型柴联车担当。
随着电气化铁路在西德的推进，由电力机车牵引的客车车厢开始逐步交付全欧快车使用。在另一班全欧快车赫尔维蒂亚号于1965年转变为这一形式后，其原有的VT11.5型柴联车又被重新分配至巴黎-鲁尔号使用。1967年5月28日，列车的车次调整为TEE41/42次。1969年6月1日，巴黎-鲁尔号开始使用由法国国家铁路新造的西北风69式车厢，同时东行增加圣康坦停站、双向增加波鸿停站。但由于列日－那慕尔路段仍是非电气化区间，列车至此需要由柴油机车牵引。至1970年9月，当比利时的线路完成电气化改造后，列车全程均实现由电力机车牵引。这一转变使得巴黎-鲁尔号往多特蒙德方向的全程行车时间缩短为6小时08分，往巴黎方向也缩短为5小时58分。1971年5月23日，随着欧洲列车车次的全面调整，原西行的TEE42次又改变为TEE40次。以下为列车在1971年的夏季时刻表：
| TEE40次 | TEE40次 | 停靠站     | TEE41次 | TEE41次 |
| 里程    | 时刻    | 停靠站     | 时刻    | 里程    |
| ------- | ------- | ---------- | ------- | ------- |
| 0       | 06:13   | 多特蒙德   | 23:59   | 610     |
| 34      | 06:32   | 埃森       | 23:38   | 576     |
| 54      | 06:47   | 杜伊斯堡   | 23:23   | 556     |
| 77      | 07:02   | 杜塞尔多夫 | 23:10   | 533     |
| 117     | 07:30   | 科隆       | 22:45   | 493     |
| 187     | 08:10   | 亚琛       | 22:03   | 423     |
| 217     | 08:37   | 韦尔维耶   | 21:37   | 330     |
| 242     | 08:50   | 列日       | 21:22   | 368     |
| 302     | 09:36   | 那慕尔     | 20:35   | 308     |
| 339     | 10:03   | 沙勒罗瓦   | 20:08   | 271     |
| 381     | 10:28   | 莫伯日     | 19:43   | 229     |
| 456     | ↓       | 圣康坦     | 19:06   | 154     |
| 610     | 12:11   | 巴黎       | 17:55   | 0       |

由于列车在鲁尔区内的上座率较低，同时由于德国联邦铁路开始为长距离列车构建城际列车（IC）网络而进行结构调整，因此在1971年9月26日起实施的时刻表修订中，巴黎-鲁尔号的运行区间被缩短至杜塞尔多夫始发及终到，列车不再进入鲁尔区，其名称与现实也已不再匹配。为此德国联邦铁路积极寻求重新命名，并自1973年6月7日起正式将列车更名为莫里哀号，巴黎-鲁尔号成为历史。

## 使用车辆

### 柴联车/客车车厢

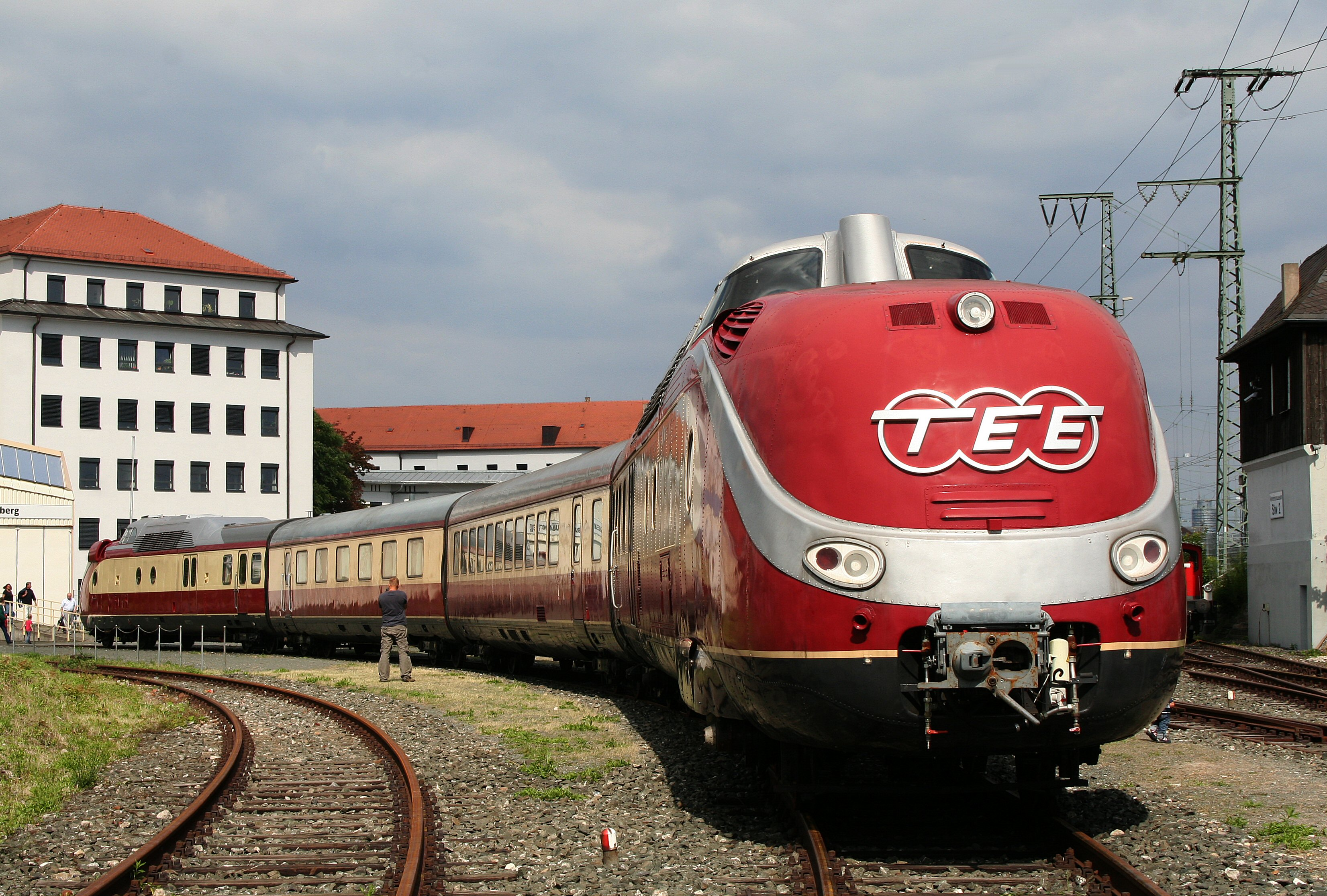
VT11.5型柴联车

在大部分的时间里，巴黎-鲁尔号主要使用以下柴联车及客车车厢提供运营：
| 时期                           | 配属         | 型号           | 编组                     |
| ------------------------------ | ------------ | -------------- | ------------------------ |
| 1954年5月23日 - 1957年12月22日 | 德国联邦铁路 | VT08.5型柴联车 | 4节编组                  |
| 1957年12月23日 - 1960年5月28日 | 德国联邦铁路 | VT11.5型柴联车 | 7节（客车5节）编组       |
| 1960年5月29日 - 1965年5月29日  | 法国国家铁路 | X2770型柴联车  | 4节编组（2节固定编组×2） |
| 1965年5月30日 - 1969年5月31日  | 德国联邦铁路 | VT11.5型柴联车 | 8节（客车6节）编组       |
| 1969年6月1日 - 1979年5月25日   | 法国国家铁路 | 西北风69式车厢 | 6节编组                  |

在列车于1957年6月2日被纳入全欧快车类别时，因德国联邦铁路的全欧快车专用车型VT11.5型柴联车未能如期交付，遂巴黎-鲁尔号仍继续使用西德此前的干线柴联车VT08.5型。它是在同年末才被替换为VT11.5型。
1960年，另一班全欧快车帕西法尔号延长至汉堡始发及终到，其在西德境内的运营里程更长，使用德国联邦铁路的车辆可以减免更多的里程资费，因此巴黎-鲁尔号与帕西法尔号实行车辆互换。巴黎-鲁尔号的编组数量有所减少，但由于VT11.5型柴联车两端的动力车不提供座席，单节客车的的长度也较其它国家的柴联车更短，因此4节编组的X2770型柴联车仍会比7节（客车5节）编组的 VT11.5型柴联车的容量更大。
巴黎-鲁尔号在1965年又再度恢复使用VT11.5型柴联车，这是由于原本使用这一车型的全欧快车赫尔维蒂亚号（汉堡－苏黎世）在转变为机车牵引的客车车厢编组后，旧车辆得以剩余。
至1969年，巴黎-鲁尔号也开始更换法国国家铁路最初为全欧快车西北风号（巴黎－尼斯）而制的西北风69式车厢。其编组由3节隔间座车、1节餐车、1节开放座车/酒吧车合造车以及1节开放座车/行李车/发电车合造车、共计6节构成。其中开放座车/酒吧车合造车是一款特殊的酒吧车，它与普通的西北风69式车厢不同，是在当时专为巴黎-鲁尔号特设的。

### 牵引机车
在全欧快车时代，巴黎-鲁尔号主要使用以下电力机车担当本务机。在电气化制式中，法国采用25千伏50赫兹交流电、比利时采用3000伏直流电、西德采用15千伏16⅔赫兹交流电。其中巴黎－列日区间由比利时国家铁路提供的交直流电力机车牵引，本务机在列日-吉耶曼车站换挂及折返。由于地处比利时及西德边境的亚琛火车总站对输电方式进行了改造，因此列日－亚琛区间也可由单电压制式的电力机车牵引，本务机在亚琛火车总站换挂及折返。
| 配属           | 型号                       | 电压制式                 | 电压制式               | 电压制式                  | 运用时期        |
| 配属           | 型号                       | 25kV 50Hz交流电 （法国） | 3000V直流电 （比利时） | 15kV 16⅔Hz交流电 （西德） | 运用时期        |
| -------------- | -------------------------- | ------------------------ | ---------------------- | ------------------------- | --------------- |
| 比利时国家铁路 | 比利时国家铁路15型电力机车 | ○                        | ○                      | ○                         | 1969年 - 1973年 |
| 比利时国家铁路 | 比利时国家铁路16型电力机车 | ○                        | ○                      | ○                         | 1969年 - 1973年 |
| 比利时国家铁路 | 比利时国家铁路22型电力机车 | ×                        | ○                      | ×                         | 1969年 - 1973年 |
| 比利时国家铁路 | 比利时国家铁路23型电力机车 | ×                        | ○                      | ×                         | 1971年 - 1973年 |
| 比利时国家铁路 | 比利时国家铁路25型电力机车 | ×                        | ○                      | ×                         | 1971年 - 1973年 |
| 比利时国家铁路 | 比利时国家铁路26型电力机车 | ×                        | ○                      | ×                         | 1971年 - 1973年 |
| 德国联邦铁路   | 德国联邦铁路184型电力机车  | ○                        | ○                      | ○                         | 1969年 - 1973年 |
| 德国联邦铁路   | 德国联邦铁路110型电力机车  | ×                        | ×                      | ○                         | 1969年 - 1973年 |

在1969年至1970年期间，因那慕尔－列日的铁路尚未完成电气化改造，这一区间的牵引任务则由比利时国家铁路52型柴油机车、比利时国家铁路53型柴油机车或比利时国家铁路55型柴油机车担当。

## 脚註
1. ↑  UIC 1972，第18頁.
2. ↑  Cook 1954，第8頁.
3. 1 2  Mertens & Malaspina 2007，第180頁.
4. ↑  Goette 2008，第74頁.
5. ↑  Malaspina 2005，第66-67頁.
6. ↑  Mertens & Malaspina 2007，第180-181頁.
7. 1 2  Hajt 2001，第73頁.
8. ↑  Mertens & Malaspina 2007，第200-202頁.
9. 1 2 3  Goette 2008，第76頁.
10. ↑  Mertens & Malaspina 2007，第181頁.
11. 1 2  Mertens & Malaspina 2007，第183頁.
12. ↑  Cook 1969，第6頁.
13. ↑  Mertens & Malaspina 2007，第203-205頁.
14. ↑  Goette 2008，第78頁.
15. ↑  Mertens & Malaspina 2007，第338-340頁.
16. ↑  Mertens & Malaspina 2007，第44-45頁.
17. ↑  Mertens & Malaspina 2007，第241頁.
18. ↑  Mertens & Malaspina 2007，第121-122頁.
19. ↑  Mertens & Malaspina 2007，第84-85頁.
20. ↑  Mertens & Malaspina 2007，第91頁.